# Zbigniew Marian Podraza
Zbigniew Marian Podraza (Sosnowiec; 2 de Dezembro de 1953 — ) é um político da Polónia. Ele foi eleito para a Sejm em 25 de Setembro de 2005 com 5363 votos em 32 no distrito de Sosnowiec, candidato pelas listas do partido Sojusz Lewicy Demokratycznej.
Ele também foi membro da Sejm 2001-2005.